# Metlatulin Mountain
Metlatulin Mountain är ett berg i Kanada.   Det ligger i provinsen British Columbia, i den västra delen av landet, 4 000 km väster om huvudstaden Ottawa. Toppen på Metlatulin Mountain är 2 220 meter över havet, eller 224 meter över den omgivande terrängen. Bredden vid basen är 2,7 km.
Terrängen runt Metlatulin Mountain är bergig åt nordväst, men åt sydost är den kuperad. Trakten runt Metlatulin Mountain är nära nog obefolkad, med mindre än två invånare per kvadratkilometer.. Det finns inga samhällen i närheten. 
Trakten runt Metlatulin Mountain är permanent täckt av is och snö.